# 殷家林站
殷家林站位于中华人民共和国四川省成都市武侯区石羊街道（由高新区代管）益新大道北段南三环路五段路口北侧，是成都地铁8号线的一座地下车站，于2020年12月18日启用。
本站因老地名殷家林村而得名，正式命名前曾使用工程名为“三环路南高新”。
殷家林站艺术主题为木琴。
初次环评时本站位于太平寺西路跨南三环路五段位置，因顺风至本站区间线位为绕行太平寺机场向东调整，本站位置向东移动数百米。

## 车站结构
本站为地下二层岛式车站。
| 地面              | ·    | 出口B/C/D                                                                                           |
| 地下一层          | 站厅 | 自助购票 客服中心                                                                                   |
| 地下二层          | 站台 | \| \| \| 8号线往桂龙路（高朋大道） \| \| 島式 · 開左邊车门 \| \| \| \| \| \| 8号线往龙港（庆安） \| |
|                   |      | 8号线往桂龙路（高朋大道）                                                                           |
| 島式 · 開左邊车门 |      | |
|                   |      | 8号线往龙港（庆安）                                                                                 |

初次环评时为地下二层双柱三跨矩形框架结构、地下二层三联拱结构（跨南三环路五段部分）分离岛式站台车站。

## 出入口
本站目前开放3个出入口。
|          |                         |                                                 |      |
| 编号     | 设施                    | 指示                                            | 照片 |
|          | 无障碍电梯 无障碍卫生间 | 南三环路五段、益新路北段 、科园南二路、科园南路 |      |
| 出口 · C |                         | 南三环路五段、新义西街、新义路                  |      |
| 出口 · D | 无障碍电梯              | 创业路、新乐南街、新乐路、新义西街              |      |